# Pouillé-les-Côteaux

Pouillé-les-Côteaux este o comună în departamentul Loire-Atlantique, Franța. În 2009 avea o populație de 834 de locuitori.